# Műholdromboló rakéta

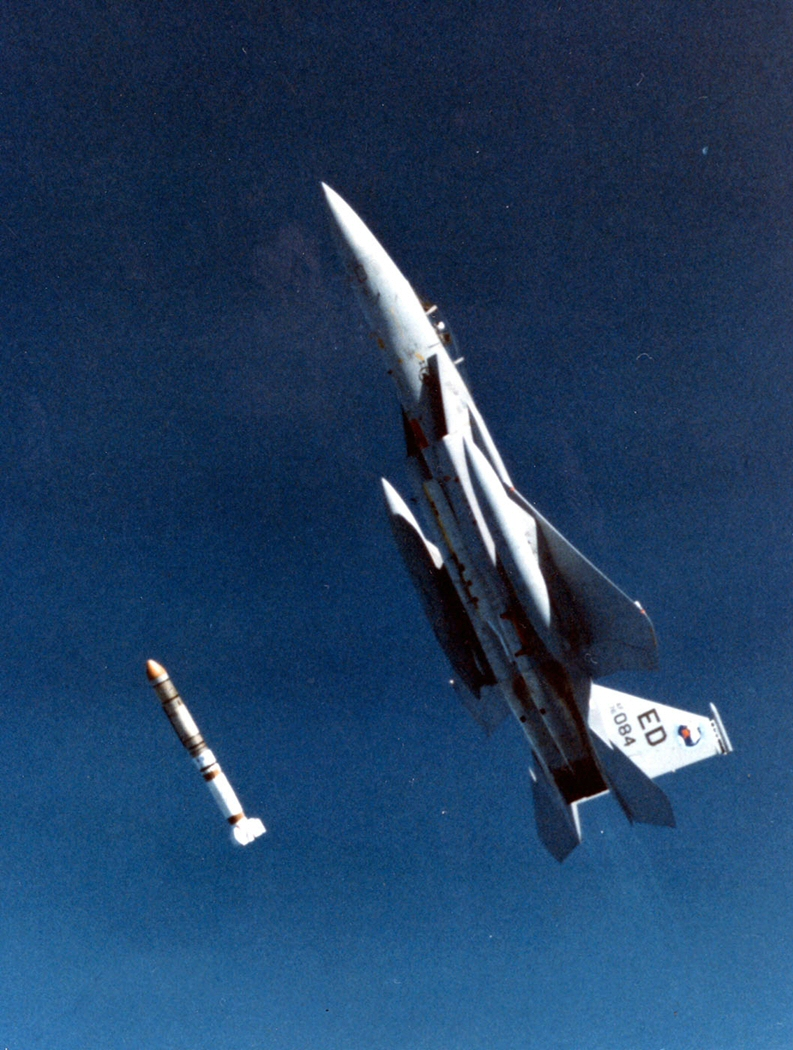
ASM–135 ASAT műholdromboló rakéta kísérleti indítása egy F–15-ösről 1985. szeptember 13-án.

A műholdromboló rakéta olyan irányított rakéta, melyet alacsony pályás műholdak megsemmisítésére alkalmaznak. Kifejlesztésükre már az űrverseny elején, az 1960-as években sor került, azonban a világűr békés felhasználásáról kötött nemzetközi egyezmények megkötése miatt nem álltak hadrendbe. Az első műholdromboló rakéták hagyományos hordozórakétákkal indított, robbanótöltettel felszerelt műholdak voltak, melyek céljukat több keringés és pályamódosítás után érték el.
Az Egyesült Államokban, az Űrvédelmi Kezdeményezés keretében az 1980-as évekre fejlesztették ki az ASM–135 ASAT légi indítású műholdromboló rakétát. Ez az elődeitől alapvetően eltérő, lényegesen kisebb fegyver, mely vadászrepülőgépről indítható, ennek következtében jóval mozgékonyabb. Robbanótöltete nincsen, a célját a közvetlen ütközés során felszabaduló mozgási energiával semmisíti meg. A rakétát 1985. szeptember 13-án sikeresen kipróbálták, telitalálattal semmisítettek meg egy használaton kívüli kísérleti műholdat. A kísérlet komoly felzúdulást keltett, nem utolsósorban amiatt, hogy a világűrben nagy sebességgel ütköző objektumok apró darabjai megnövelik a Föld körüli pályán keringő űrszemét mennyiségét. (Alacsony Föld körüli keringés esetén ezek nagy része viszonylag hamar visszakerül a légkörbe, ahol elég).
Kína 2007. január 11-én próbált ki sikerrel egy földi indítású műholdromboló rakétát. A 865 kilométer magasan keringő, használaton kívüli, szintén kínai meteorológiai műholdat sikerült megsemmisíteniük.